# Фредерик, Трент
Трент Фредерик (англ. Trent Frederic; род. 11 февраля 1998, Сент-Луис) — американский хоккеист, центральный нападающий клуба «Эдмонтон Ойлерз».

## Карьера

### Клубная карьера
На драфте НХЛ 2016 года был выбран в 1-м раунде под общим 29-м номером клубом «Бостон Брюинз». После выбора на драфте продолжил карьеру в команде «Висконсин Баджерс», которая представляет Висконсинский университет в Мадисоне. По итогам первого сезона за «Баджерс», заработал 33 очка, а также был назван Лучшим первокурсником года среди мужчин и Самым ценным игроком сезона.
Отыграв большую часть второго сезона за «Баджерс», 14 марта 2018 года он подписал с «Брюинз» трёхлетний контракт новичка. Оставшуюся часть сезона и большую часть следующего он отыграл за «Провиденс Брюинз», превратившись в одного из ключевых игроков команды.
29 января 2019 года дебютировал в НХЛ, сыграв в матче с «Виннипег Джетс»; матч закончился победой «Джетс» со счётом 4:3 в серии буллитов. Фредерик продолжил играть за фарм-клуб и в следующем сезоне, но после возобновления плей-офф Кубка Стэнли, который был приостановлен из-за пандемии COVID-19, он не играл в плей-офф.
21 февраля 2021 года в матче с «Филадельфией Флайерз» забросил первую шайбу в НХЛ, а «Брюинз» выиграли матч со счётом 7:3. По окончании сезона, 25 июня 2021 года подписал с «Брюинз» новый двухлетний контракт.
3 декабря 2022 года в матче с «Колорадо Эвеланш» оформил первый дубль в карьере, а «Брюинз» выиграли матч со счётом 5:1.
1 августа 2023 года подписал с «Брюинз» новый двухлетний контракт на общую сумму $ 4,6 млн долларов.
4 марта 2025 года в результате трёхстороннего обмена был обменян вместе с Максом Джонсом в «Эдмонтон Ойлерз» на выбор во втором раунде драфта 2025 года и выбор в четвёртом раунде драфта 2026 года. «Брюинз» удержали 50% зарплаты Фредерика, ещё 50% его зарплаты удержали «Нью-Джерси Девилз», за что получили проспекта Шейна Лачанса. 

### Международная
В составе юниорской сборной стал бронзовым призёром на ЮЧМ-2016; на турнире заработал 7 очков.
В составе молодёжной сборной стал бронзовым призёром на МЧМ-2018; на турнире заработал 5 очков.

### Игровой стиль
При росте 6 футов (1,83 м) и весе 210 фунтов (95 кг) Фредерик известен как один из лучших тафгаев в НХЛ. Его манеру драки и прогресс высоко оценил один из лидеров «Брюинз» Брэд Маршан.